# Suïdas
Suïdas (Suidas, Σουΐδας) o La Suda (Σοῦδα, Souda) és una gran enciclopèdia romana d'Orient sobre el món antic, escrita en grec vers el segle x. Va ser probablement escrita per diversos erudits, tot i que sovint s'ha considerat el nom de Suïdas com el de l'autor, però Suidas o Suda és també una paraula grega que vol dir 'fortí', 'guia', 'rasa', i per això tant es pot parlar de la Suda com de Suïdas.
L'enciclopèdia té trenta mil entrades i molts dibuixos, una part dels quals s'ha perdut; està arranjada alfabèticament amb algunes irregularitats. La mateixa obra esmenta com a font l'Onomatologion d'Hesiqui de Milet, i altres fonts com els resums de Constantí VII Porfirogènit, la crònica de Jordi el Monjo, les biografies de Diògenes Laerci, i les obres d'Ateneu i Filostrat.
No se sap gaire cosa de la seva compilació. Ja l'esmenta Eustaci de Tessalònica al segle xii, i diu que l'autor en fou Suïdes, un compilador que va tractar de recollir tot el saber de l'època i que va viure entre 976 i 1028. Estrabó esmenta un Suidas que va escriure una història de Tessàlia, però no podria ser el mateix compilador per la diferència cronològica.
La Suda està a mig camí entre un diccionari i una enciclopèdia; explica l'origen i la derivació de les paraules segons els coneixements de l'època. Els articles tenen caràcter gramatical, etimològic, biogràfic, geogràfic, històric, científic i literari. Els més valuosos són els d'història de la literatura, ja que dona dades d'autors dels quals l'obra s'ha perdut.
A les edicions de la Suda, hi apareix la nota següent: Τὸ μὲν παρὸν βιβλίον Σοῦδα, οἱ δὲ συνταξαμἐνοι τοῦτο ἄνδρες σόφοι seguida d'una llista de dotze noms.